# NeXT
NeXT, Inc. (позднее NeXT Computer, Inc. и NeXT Software, Inc.) — бывшая американская компьютерная компания, расквартированная в Редвуд-Сити, штат Калифорния, которая разрабатывала и производила графические рабочие станции, предназначенные для вузов и бизнеса. NeXT была основана в 1985 году Стивом Джобсом после его ухода с должности в Apple.
NeXT представила первый NeXT Computer в 1988 году и уменьшенную NeXT station в 1990 году. Продажи были относительно ограничены, отгрузки устройств в общей сложности составили примерно 50 тыс. единиц. Тем не менее их объектно-ориентированная операционная система NeXTSTEP и её инструменты для разработки имели большое влияние на индустрию.
Позже NeXT создала стандарт прикладного программирования, названный OpenStep. В 1993 году NeXT ушла из бизнеса аппаратных средств, чтобы сконцентрироваться на маркетинге OpenStep для нескольких OEM. Также NeXT разрабатывала WebObjects, один из первых веб-фреймворков. Он имел высокую начальную цену в 50 тыс. долларов и никогда не был очень популярен, но остаётся одним из ранних примеров веб-серверов с динамическим генерированием страниц.
Apple купила NeXT 20 декабря 1996 года за 429 млн долларов, вследствие чего большая часть нынешней Mac OS X основана на OPENSTEP (конкретной реализации OpenStep). WebObjects в настоящее время распространяются вместе с Mac OS X Server и Xcode.

## История компании

### 1985—1987
В 1985 году Джобс познакомился с биохимиком и лауреатом Нобелевской премии Полом Бергом. Берг поделился своим видением компьютера для научных исследований: он должен быть персональным, мощным и недорогим. Джобс, в то время глава подразделения, ответственного за разработку персональных компьютеров Macintosh и Lisa, начал проект Big Mac, направленный на создание такого компьютера. Осенью 1985 года проект был закрыт.
После увольнения из Apple Джобс с единомышленниками, в том числе Бад Триббл, Джордж Кроу, Рич Пейдж, Сьюзен Барнс, Сьюзен Кэр и Дэниел Левин, основали новую компанию Next Inc. Логотип компании был разработан дизайнером Полом Рэндом и стоил 100 тысяч долларов США. Первой крупной инвестицией стало приобретение в 1987 году Россом Перо 16 % акций компании за 20 миллионов долларов США.

### NeXT Computer (1987—1990)
В 1987 году к NeXT присоединилась команда разработчиков микроядра Mach во главе с Аветисом Теваняном для работы над объектно-ориентированной операционной системой NeXTSTEP. Подразделение, ответственное за разработку аппаратного обеспечения, возглавил Рич Пейдж. В этом же году был открыт первый завод компании в городе Фримонт, штат Калифорния. Производственные мощности позволяли выпускать до 150 тысяч компьютеров в год.
Первой рабочей станцией компании стал NeXT Computer — корпус системного блока представлял собой идеальный куб со стороной 30,48 см (1 фут). Дизайн NeXT Computer был разработан компанией frogdesign.
Презентация рабочего прототипа компьютера состоялась 12 октября 1988 года. Компьютеры NeXT поступили в продажу только в середине 1989 года по цене в 6500 долларов США и первое время продавались ограниченными партиями для вузов с предустановленной бета-версией операционной системы NeXTSTEP.
NeXT Computer состоял из:
- 32-битного микропроцессора Motorola 68030 с тактовой частотой 25 МГц;
- 8—64 Мб оперативной памяти;
- магнитооптического диска объёмом 256 Мб;
- жёсткого диска объёмом 330 или 660 Мб;
- 10Base-2 Ethernet;
- 17-дюймового чёрно-белого монитора MegaPixel с разрешением экрана 1120 на 832 пикселей.

Для сравнения: персональные компьютеры Macintosh или Amiga в 1989 году оснащались 1 Мб оперативной памяти, 16-цветным монитором с разрешением 640x480 или 4000-цветным — с разрешением 320x240 и жёстким диском объёмом от 10 до 20 Мб. NeXT Computer стал первым компьютером, на материнской плате которого был установлен чип DSP (Motorola 56001) для воспроизведения и обработки звука с помощью приложения Music Kit.
Для загрузки ОС NeXTSTEP использовался магнитооптический диск. Эти диски стоили дешевле, чем жёсткие диски (в ходе переговоров Джобс снизил закупочную цену с 150 до 50 долларов за один экземпляр), но были медленнее (время отклика — около 96 мс). Они имели определённые проблемы с надёжностью и производительностью, хотя и были быстрее, чем дискеты. Также, следствием наличия лишь одного съёмного (и он же — загрузочный) носителя у компьютера стала невозможность перемещение файлов между компьютерами без использования сети, так как каждый компьютер имел только один магнитооптический диск и его нельзя было извлечь, не выключив его. Такая реализация системы хранения сдерживала продвижение NeXT Computer на рынке. В итоге оказалось, что магнитооптический диск недостаточно хорошо подходил для того, чтобы быть основным устройством для запуска операционной системы NeXTSTEP как с точки зрения скорости, так и ёмкости.
В 1989 году было достигнуто соглашение с давним торговым посредником Compaq, BusinessLand, о продажах компьютеров NeXT в розницу. Продажа через посредников была основным отличием от оригинальной бизнес-модели NeXT, когда продажи велись напрямую ВУЗам. Дэвид Норман (англ. David Norman), основатель BusinessLand, прогнозировал, что продажи NeXT Computer превзойдут продажи компьютеров Compaq в течение 12 месяцев.
В 1989 году Canon, основной дистрибьютор продукции NeXT, инвестировала в компанию 100 миллионов долларов США, заполучив 16,67 % акций с условием использования NeXTSTEP в своих разработках. Вскоре после этого Canon выпустила серию персональных компьютеров, названных object.station.
В 1990 году NeXT Computer появился в розничной продаже по цене 9999 долларов США. В июне 1991 года Росс Перо покинул свою должность в совете директоров компании, чтобы больше времени уделять своей собственной компании Perot Systems.

### Второе поколение
Рабочие станции NeXT второго поколения были созданы в 1990 году. Новая линейка включала переработанный компьютер NeXT, названный NeXTcube и NeXTstation, названный «плита», использовавший форм-фактор «коробки пиццы». Магнитооптический диск был заменён на 2,88-Мб флоппи-диск. Тем не менее, они были дорогими и были вытеснены 1,44-Мб дискетами. Кроме того, в NeXT был встроен CD-ROM, ставший стандартом хранения данных. Цветная графика в NeXTstation обеспечивалась «NeXTdimension graphics processor», новым процессором Motorola 68040. Новые компьютеры были более дешёвыми и производительными, чем их предшественники.
В 1992 году NeXT выпустила в продажу «турбо» варианты NeXTcube и NeXTstation с 33-МГц процессором Motorola 68040 и максимальным объёмом оперативной памяти в 128 Мб. Долгосрочная цель проекта NeXT состояла в миграции на процессоры с архитектурой RISC, необходимой для дальнейшего увеличения производительности. Этот проект был известен под названием NeXT RISC Workstation (NRW). Первоначально NRW должен был быть основан на процессорах Motorola 88110, но из-за неуверенности в фирме Motorola и её процессорах на архитектуре m88k позже проект был переведён на процессоры PowerPC 601s.
Несколько разработчиков использовали платформу NeXT для написания передовых программ своего времени. Тим Бернерс-Ли использовал компьютер NeXT в 1991 году для создания первого веб-браузера и веб-сервера. В начале 1990-х Джон Кармак использовал NeXTstation для создания двух своих игр — Wolfenstein 3D и Doom. Другими коммерческими программами, созданными для компьютеров NeXT, были Lotus Improv spreadsheet и Mathematica. Также с компьютерами поставлялись и другие программы, такие как Merriam-Webster Collegiate Dictionary, Oxford Quotations, полное собрание сочинений Шекспира и поисковый движок для цифровой библиотеки.
NeXT продала 20 тыс. компьютеров в 1992 году — достаточно мало в сравнении со своими конкурентами. Компания сообщала о продажах на 140 млн долл. в 1992 году, дополнительно Canon инвестировала 30 млн долл., чтобы сохранить компанию на плаву. В общей сложности было продано 50 тыс. машин.

### 1993—1996 годы: NeXT Software
NeXT начала портирование операционной системы NeXTSTEP на PC-совместимые компьютеры, использующие процессоры Intel 80486, в 1992 году. Операционная система была портирована потому, что NeXT меняла свою бизнес-стратегию. В 1993 году порт был готов и версия 3.1, также известная как NeXTSTEP 486, была выпущена. NeXTSTEP 3.x позже была портирована на PA-RISC и SPARC-архитектуры. Всего было четыре версии NeXTSTEP/NeXT (основанные на Motorola 68k «чёрных ящиках»), NeXTSTEP/Intel, NeXTSTEP/PA-RISC и NeXTSTEP/SPARC. Несмотря на то, что эти порты широко не использовались, NeXTSTEP завоевала популярность в институтах, таких как First Chicago NBD, Swiss Bank Corporation, O’Connor and Company и других. Также она использовалась многими федеральными агентствами — Научно-исследовательской лабораторией ВМФ США, Агентством национальной безопасности, Агентством по перспективным оборонным научно-исследовательским разработкам, ЦРУ и Национальным управлением военно-космической разведки.
NeXT прекратила производство компьютеров в 1993 году и была переименована в NeXT Software Inc, позднее 300 из 540 наёмных сотрудников были уволены. NeXT вела переговоры о продаже производственных мощностей, включая фабрику Fremont, компании Canon. Позднее Canon вышла из сделки. Работа над машинами на основе PowerPC была остановлена. Исполнительный директор компании Sun Microsystems, Скот МакНили (англ. Scott McNealy) анонсировал планы по инвестированию 10 миллионов долларов в 1993 году и использовании наработок NeXT (OpenStep) в будущих системах Sun. NeXT была партнёром Sun в создании OpenStep, которая была NeXTSTEP, не основанной на ядре Mach. После прекращения производства компьютеров собственного изготовления NeXT вернулась к продажам инструментария для разработчиков, который мог запускаться в других операционных системах, таким образом возвращаясь к своему исходному бизнес-плану. Новые продукты базировались на OpenStep, включая OpenStep Enterprise в версии для Windows NT. Также компания запустила WebObjects, платформу для создания больших масштабируемых динамических веб-приложений. Многие большие предприятия, включая Dell, The Walt Disney Company, WorldCom и Би-би-си, использовали программное обеспечение WebObjects. Apple продолжает использовать эту разработку в iTunes Store и большинстве своих корпоративных сайтов.

### После NeXT
Apple объявила о намерении приобрести NeXT 20 декабря 1996 года. Она заплатила 426 миллионов долларов наличными инвесторам и 1,5 миллиона акциями Apple Стиву Джобсу лично. Основной замысел приобретения состоял в использовании NeXTSTEP для замены устаревающей Mac OS. Apple выбрала этот вариант в противовес продолжению разработки операционной системы Copland или приобретению BeOS. Джобс вернулся в Apple консультантом в 1997 году, позднее в этом же году он стал CEO компании. В 2000 году он был назначен на этот пост пожизненно. Несколько работников NeXT заменили своих оппонентов в Apple, когда Стив Джобс реструктурировал совет директоров. В течение следующих 5 лет NeXTSTEP была портирована на архитектуру PowerPC и Intel, кроме того, OpenStep был перенесён на Windows. Операционная система была известна под кодовым именем Rhapsody, тогда как набор инструментов разработки назывался «Yellow Box». Для обратной совместимости Apple добавила «Blue Box» в Mac, позволяющий выполнять программы Mac в изолированном многозадачном окружении.
Серверная версия новой операционной системы выпущена как Mac OS X Server 1.0 в 1999 году, а первая версия для конечных пользователей — Mac OS X 10.0 в 2001 году.
OpenStep был переименован в Cocoa, а Blue Box — в Classic Environment. Apple добавила обновлённую версию инструментария Macintosh, названного Carbon, позволяющего запускать программы Mac без ограничений Blue Box. Некоторые особенности NeXTSTEP были использованы в Mac OS; они включали в себя Dock, Services menu и Finder, текстовую систему NSText и широкий набор шрифтов.
Процессоронезависимость NeXTSTEP была сохранена и в Mac OS X. Каждая её версия компилировалась для Power PC и Intel, правда, до 2005 года публично выпускались версии только для Power PC. Apple публично объявила 6 июня 2005 года планы по использованию в своих системах процессоров Intel. Переход на эту архитектуру был завершён к августу 2006. В дополнение — iOS является специализированной Mac OS X для ARM.

## Корпоративная культура и сообщество
В NeXT Джобс создал особую корпоративную культуру. Джобс экспериментировал с некоторыми структурными изменениями ещё в Apple, но в NeXT он выбросил все привычные корпоративные структуры, заменив их на единое «сообщество» с «членами» вместо служащих. До ранних 1990-х в NeXT было всего две разных зарплаты. Членам команд, которые объединились до 1986 года, платили 75 тыс. долларов, тогда как работникам, пришедшим в компанию позднее, платили 50 тыс. долл. Это приводило к некоторым неловким ситуациям, когда менеджерам платили меньше, чем их подчинённым. Служащие писали отчёты о результатах своей работы каждые полгода из-за очень низкой зарплаты. Чтобы способствовать созданию открытости, у всех служащих был полный доступ к платёжным ведомостям, хотя некоторые использовали их в своих интересах. План медицинской страховки предлагал льготы не только для женатых пар, но и для холостяков, а также гомосексуальных пар, хотя последняя привилегия позднее была снята из-за страховых осложнений. График оплаты также очень сильно отличался от других компаний Кремниевой долины: вместо получения зарплаты каждые две недели служащие получали её раз в месяц авансом.
Джобс создал офис в Пало-Альто и занял здание из стекла и бетона с лестничным дизайном, спроектированным архитектором Бэй Юймином. На первом этаже двери, пол и рабочие столы были сделаны из твёрдых сортов древесины, здесь компьютеры собирались. Во избежание ошибок NeXT использовала стратегию «точно в срок». Компания заключила контракты со всеми крупными поставщиками материнских плат и корпусов. Второй этаж был офисом с открытой планировкой. Двери имели только кабинет Джобса и несколько конференц-залов. Так как NeXT расширялась, то необходимо было увеличение офисного пространства. Компания арендовала офис в Редвуде, спроектированный всё тем же архитектором. Центральное место занимала «парящая» лестница без видимых опор. Открытая планировка была сохранена, хотя обстановка стала роскошной со стульями за 5 тыс. долларов, диванами за 10 тыс. долл. и принтами от Анселя Адамса.
Первый выпуск журнала NeXTWORLD был напечатан в 1991 году. Он публиковался в Сан-Франциско издательством Integrated Media под редакцией Майкла Майли (англ. Michael Miley), позднее Дэном Рубу (англ. Dan Ruby). Это было единственное издание, обозревавшее компьютеры, операционную систему и программы NeXT. NeXTWORLD Expo была проведена как конференция для разработчиков, в 1991 и 1992 году она проводилась в San Franciso Civic Center, а в 1993 — в Moscone Center, со Стивом Джобсом в роли главного ведущего.

## Влияние на компьютерную индустрию
Несмотря на ограниченный коммерческий успех, компания оказала глубокое влияние на компьютерную индустрию. Объектно-ориентированное программирование, графический интерфейс пришли гораздо позже 1988 года, NeXTcube и NeXTSTEP, когда компании начали симулировать объектно-ориентированную систему NeXT. Apple начала проект Taligent в 1989 году с целью создания NeXT-подобной операционной системы для Macintosh в сотрудничестве с HP и IBM.
Microsoft анонсировала проект Cairo в 1991 году; его спецификации включали похожие объект-ориентированные особенности интерфейса ближайшей версии Windows NT для потребителей. Несмотря на то, что проект в конечном счёте был заброшен, некоторые его элементы были включены в другие проекты. В 1994 году Microsoft и NeXT сотрудничали над портом OpenStep для Windows NT, однако он так и не был выпущен.
WebObjects не достиг высокой популярности, так как имел высокую начальную цену — 50 тыс. долларов. В настоящее время он поставляется в комплекте с Mac OS X Server и Xcode.